# Großenbrode
Großenbrode település Németországban, Schleswig-Holstein tartományban. Lakosainak száma 2228 fő (2023. december 31.).

## Népesség
A település népességének változása:
| Lakosok száma | 1990 | 2202 | 2186 | 2204 | 2249 | 2228 |
|               | 1975 | 2017 | 2019 | 2021 | 2022 | 2023 |